# Arditi (glazbeni sastav)
Arditi je švedski martial industrial glazbeni sastav čija glazba također sadrži elemente neoklasične, eksperimentalne i dark ambient glazbe. Godine 2002. osnovali su ga Henry Möller (član glazbenih sastava Puissance i Leidungr) i Marten Björkman (član black metal-sastava Algaion i Octinomos). Prvi su Arditijevi uradci objavljeni 1997. godine, no zbog toga što su članovi radili i na drugim projektima, grupa nije bila aktivna sve do 2002. godine. Arditi je ime dobio po istoimenim talijanskim posebnim vojnim postrojbama iz Prvoga svjetskoga rata. 
Arditi je surađivao sa švedskim black metal-sastavom Marduk na pjesmama „1651“, „Deathmarch“ i „Warschau III: Necropolis“.

## Diskografija

### Albumi
| Godina | Naziv                       | Format    |
| ------ | --------------------------- | --------- |
| 2003.  | Marching on to Victory      | CD        |
| 2004.  | United in Blood             | CD        |
| 2004.  | Spirit of Sacrifice         | CD        |
| 2006.  | Standards of Triumph        | CD        |
| 2008.  | Omne Ensis Impera           | CD        |
| 2011.  | Leading the Iron Resistance | CD        |
| 2014.  | Imposing Elitism            | Kazeta    |
| 2020.  | Insignia of the Sun         | Digitalan |

### EP-ovi
| Godina | Naziv                   |
| ------ | ----------------------- |
| 2002.  | Unity of Blood          |
| 2003.  | Jedem das Seine         |
| 2006.  | Destiny of Iron         |
| 2011.  | One Will                |
| 2014.  | Templets Heliga Härd    |
| 2014.  | Pylons of the Adversary |
| 2015.  | March for the Gods      |
| 2019.  | Sanctum Regnum          |
| 2019.  | Arditi / Marduk         |
| 2020.  | Religion of the Blood   |
| 2020.  | Words made of Stone     |

### Suradnje
| Godine | Naziv                   |
| ------ | ----------------------- |
| 2004.  | United In Blood         |
| 2009.  | Statues of Gods         |
| 2014.  | Templets Heliga Härd    |
| 2014.  | Atomtrakt / Arditi      |
| 2014.  | Pylons of the Adversary |

### Demoalbumi
| Godina | Naziv         |
| ------ | ------------- |
| 2005.  | Promotape '05 |
| 2018.  | Bloodtheism   |

### Kompilacije
| Godina | Naziv                  |
| ------ | ---------------------- |
| 2019.  | Exaltation of the Past |

## Vanjske poveznice
- Službena web stranica  Arhivirana inačica izvorne stranice od 14. kolovoza 2020. (Wayback Machine)
- Arditi na Blogspotu
- Arditi na Discogsu
- Arditi na Encyclopaediji Metallumu
- Arditi na Facebooku
- Arditi na Instagramu
- Arditi na Last.fm-u
- Arditi na Myspaceu
- Arditi na Youtubeu
- Michele Viali. Arditi: Elogio della guerra., Darkroom Magazine, 11. ožujka 2009.